# 咸家駅
咸家駅（ハムガえき）は朝鮮民主主義人民共和国平安北道球場郡にある、朝鮮民主主義人民共和国鉄道省平徳線の駅。

## 隣の駅
朝鮮民主主義人民共和国鉄道省
平徳線
杜日嶺駅 - 咸家駅 - 坵丹駅